# Giorgio Orsoni
Giorgio Orsoni (Venezia, 29 agosto 1946) è un giurista e politico italiano, sindaco di Venezia dal 2010 al 2014.
Ha rassegnato le dimissioni il 23 giugno 2014, dopo che il precedente 4 giugno era stato posto agli arresti domiciliari (successivamente revocati) in relazione alla vicenda giudiziaria scaturita dalle tangenti sul MOSE.

## Biografia
Consegue la laurea in giurisprudenza presso l'Università degli Studi di Padova. Avvocato dal 1972, abilitato al patrocinio davanti alle giurisdizioni superiori, è professore ordinario di diritto amministrativo all'Università Ca' Foscari di Venezia. È stato presidente dell'Ordine degli Avvocati di Venezia e Presidente dell'Unione Triveneta dei Consigli dell'Ordine, nonché membro del Consiglio Nazionale Forense. Ha presieduto l'assemblea dell'Organismo Unitario dell'Avvocatura Italiana.
Dal 1997 al 2003 è stato presidente della SAVE Engineering SpA, società di Ingegneria dell'Aeroporto Marco Polo di Venezia. Dal 2000 al 2003 è stato Consigliere di Amministrazione della Biennale di Venezia. Fino al 2015 è stato Primo Procuratore di San Marco e vicepresidente della Fondazione Cini. Dal 2005 è presidente della Compagnia della Vela di Venezia. Dal 1996 al 1998 è stato Consigliere giuridico presso il Ministero dei lavori pubblici, nonché Capo dell'Ufficio Legislativo del Dipartimento delle Aree Urbane.

### Incarichi politici
Con la Giunta di Paolo Costa (2000-2005), è stato assessore al Patrimonio e ai Rapporti Istituzionali del Comune di Venezia. Nel 2010, si presenta alle primarie per la scelta del candidato sindaco di Venezia della coalizione di centrosinistra, sostenuto dal PD che vince con il 46% superando l'ex deputato Gianfranco Bettin (Verdi) con il 35,37% e l'ex deputata e sottosegretaria di stato e assessore comunale Laura Fincato (Socialisti) al 18,62%. Alle seguenti elezioni amministrative del 2010 è eletto sindaco di Venezia al primo turno con il 51,13% con largo distacco sul Ministro della Pubblica Amministrazione Renato Brunetta, candidato del centro-destra fermo al 42,62%. S'insedia l'8 aprile 2010. Sabato 7 e domenica 8 maggio 2011 accoglie in Città papa Benedetto XVI in visita pastorale.

## Procedimenti giudiziari
Il 4 giugno 2014 è stato posto agli arresti domiciliari per presunta violazione della normativa in materia di finanziamento ai partiti con l'accusa di aver ricevuto tra i 450 e i 550.000 euro dal Consorzio Venezia Nuova per finanziare la sua campagna elettorale a sindaco di Venezia in cambio dell'interessamento politico ai maxi-appalti del MOSE. 
Sospeso dalla carica di sindaco in applicazione della legge Severino, nei giorni successivi presenta una richiesta di patteggiamento a 4 mesi di reclusione, che gli vale la revoca del provvedimento di sospensione. e si dichiara personalmente estraneo al finanziamento, senza tuttavia negare che il denaro possa essere stato incassato da altri esponenti del PD veneto per finanziare la sua campagna elettorale. Dopo una nota della vicesegretaria nazionale del partito Debora Serracchiani che di fatto lo sfiduciava, annuncia tuttavia le proprie dimissioni che diventano effettive quando anche la maggioranza dei consiglieri comunali si dimette.
Dopo il respingimento, da parte del GIP, della richiesta di patteggiamento avanzata da Orsoni, ritenuta non congrua alla gravità dei reati contestati, al termine del processo di primo grado, il 14 settembre 2017, Orsoni viene assolto sul finanziamento in bianco perché "il fatto non costituisce reato" e risulta prescritto in relazione agli episodi del febbraio-marzo 2010.